# Arabana jezik
Arabana jezik (ISO 639-3: ard), jedan od četiri izumrla jezika skupine palku, šire karnijske skupine, kojim se još donedavno služilo osam ljudi (1981 Wurm and Hattori) zapadno od jezera Eyre, u australskjoj državi Južna Australija.
3. srpnja 2009. ovaj jezik označen je izumrlim.

## Vanjske poveznice
- Ethnologue (14th)